# North Oaks (Minnesota)
North Oaks es una ciudad ubicada en el condado de Ramsey en el estado estadounidense de Minnesota. En el Censo de 2010 tenía una población de 4469 habitantes y una densidad poblacional de 199,96 personas por km².

## Geografía
North Oaks se encuentra ubicada en las coordenadas 45°5′59″N 93°6′15″O / 45.09972, -93.10417. Según la Oficina del Censo de los Estados Unidos, North Oaks tiene una superficie total de 22.35 km², de la cual 17.92 km² corresponden a tierra firme y (19.83%) 4.43 km² es agua.

## Demografía
Según el censo de 2010, había 4469 personas residiendo en North Oaks. La densidad de población era de 199,96 hab./km². De los 4469 habitantes, North Oaks estaba compuesto por el 92.97% blancos, el 0.4% eran afroamericanos, el 0.2% eran amerindios, el 5.19% eran asiáticos, el 0% eran isleños del Pacífico, el 0.13% eran de otras razas y el 1.1% pertenecían a dos o más razas. Del total de la población el 1.23% eran hispanos o latinos de cualquier raza.